# Império Aiúbida
O Império Aiúbida foi um Estado sunita fundado em 1171 pelos aiúbidas curdos liderados por Saladino, um oficial no Califado Fatímida. Em seu apogeu, dominou o Egito, boa parte da Síria, Palestina e Iêmem. Existiu até 1250, quando já moribundo, se esfacelou após a Batalha de Almançora contra os cristãos da Sétima Cruzada. Os aiúbidas ainda conseguiram reter as cidades sírias de Alepo (até 1260) e Hama (primeira metade do século XIV) e a anatólia Hicem Ceife, sob suserania do Ilcanato mongol, até o fim do século XV, quando a Confederação do Cordeiro Branco os conquistou.

## História
Também conhecido como Sultanato Ayyubid, foi a dinastia fundadora do sultanato medieval do Egito estabelecido por Saladino em 1171, após sua abolição do Califado Fatímida do Egito. Um muçulmano sunita de origem curda, Saladino tinha originalmente servido Nur ad-Din da Síria, liderando o exército de Nur ad-Din na batalha contra os cruzados no Egito fatímida, onde foi feito vizir. Após a morte de Nur ad-Din, Saladino foi proclamado como o primeiro sultão do Egito pelo califado abássida, e rapidamente expandiu o novo sultanato além das fronteiras do Egito para abranger a maior parte do Levante (incluindo os antigos territórios de Nur ad-Din), além de Hijaz, Iêmen, norte da Núbia, Tarábulo, Cirenaica, sul da Anatólia e norte do Iraque, a terra natal de sua família curda. Em virtude de seu sultanato, incluindo Hijaz, a localização das cidades sagradas islâmicas de Meca e Medina, ele foi o primeiro governante a ser aclamado como o Guardião das Duas Mesquitas Sagradas, um título que seria mantido por todos os sultões subsequentes do Egito até a conquista otomana de 1517. As campanhas militares de Saladino na primeira década de seu governo, destinadas a unir os vários estados árabes e muçulmanos da região contra os cruzados, estabeleceram as fronteiras gerais e a esfera de influência do sultanato do Egito durante os quase três séculos e meio de sua existência. A maioria dos estados cruzados, incluindo o Reino de Jerusalém, caiu nas mãos de Saladino após sua vitória na Batalha de Hattin em 1187. No entanto, os cruzados reconquistaram a costa da Palestina na década de 1190.
Após a morte de Saladino em 1193, seus filhos contestaram o controle do sultanato, mas o irmão de Saladino al-Adil finalmente se tornou o sultão em 1200. Todos os sultões aiúbidas posteriores do Egito eram seus descendentes. Na década de 1230, os emires da Síria tentaram afirmar sua independência do Egito e o reino aiúbida permaneceu dividido até que o sultão as-Salih Ayyub restaurou sua unidade subjugando a maior parte da Síria, exceto Aleppo, em 1247. Até então, dinastias muçulmanas locais haviam expulsado os aiúbidas do Iêmen, dos Hijaz e de partes da Mesopotâmia. Após sua morte em 1249, as-Salih Ayyub foi sucedido no Egito por seu filho al-Mu'azzam Turanshah. No entanto, este último logo foi derrubado por seus generais mamelucos que haviam repelido uma invasão cruzada do Delta do Nilo. Isso efetivamente acabou com o poder aiúbida no Egito. As tentativas dos emires da Síria, liderados por an-Nasir Yusuf de Aleppo, de retomar o Egito falharam. Em 1260, os mongóis saquearam Alepo e conquistaram os territórios restantes dos aiúbidas logo depois. Os mamelucos, que expulsaram os mongóis, mantiveram o principado aiúbida de Hama até depor seu último governante em 1341.
Apesar de seu mandato relativamente curto, a dinastia aiúbida teve um efeito transformador na região, particularmente no Egito. Sob os aiúbidas, o Egito, que anteriormente era um califado formalmente xiita, tornou-se a força política e militar sunita dominante, e o centro econômico e cultural da região, um status que manteria até ser conquistado pelos otomanos em 1517. Ao longo do sultanato, o domínio aiúbida inaugurou uma era de prosperidade econômica, e as facilidades e patrocínio fornecidos pelos aiúbidas levaram a um ressurgimento da atividade intelectual no mundo islâmico. Este período também foi marcado por um processo aiúbida de fortalecer vigorosamente o domínio muçulmano sunita na região, construindo numerosas madrassas (escolas islâmicas de direito) em suas principais cidades. Mesmo depois de ser derrubado pelos mamelucos, o sultanato construído por Saladino e os aiúbidas continuaria no Egito, no Levante e no Hijaz por mais 267 anos.